# Le Louroux
Le Louroux és un municipi francès, situat al departament de l'Indre i Loira i a la regió de Centre – Vall del Loira. L'any 2007 tenia 471 habitants.

## Demografia

### Població
El 2007 la població de fet de Le Louroux era de 471 persones. Hi havia 172 famílies, de les quals 32 eren unipersonals (16 homes vivint sols i 16 dones vivint soles), 48 parelles sense fills, 76 parelles amb fills i 16 famílies monoparentals amb fills.
La població ha evolucionat segons el següent gràfic:
Habitants censats

### Habitatges
El 2007 hi havia 219 habitatges, 180 eren l'habitatge principal de la família, 20 eren segones residències i 19 estaven desocupats. Tots els 218 habitatges eren cases. Dels 180 habitatges principals, 148 estaven ocupats pels seus propietaris, 27 estaven llogats i ocupats pels llogaters i 5 estaven cedits a títol gratuït; 9 tenien dues cambres, 29 en tenien tres, 43 en tenien quatre i 99 en tenien cinc o més. 140 habitatges disposaven pel capbaix d'una plaça de pàrquing. A 78 habitatges hi havia un automòbil i a 93 n'hi havia dos o més.

### Piràmide de població
La piràmide de població per edats i sexe el 2009 era:
| Homes | Edats   | Dones |
| ----- | ------- | ----- |
| 0     | 95 o +  | 4     |
| 0     | 90 a 94 | 0     |
| 4     | 85 a 89 | 8     |
| 0     | 80 a 84 | 4     |
| 12    | 75 a 79 | 4     |
| 8     | 70 a 74 | 4     |
| 16    | 65 a 69 | 8     |
| 8     | 60 a 64 | 12    |
| 4     | 55 a 59 | 8     |
| 0     | 50 a 54 | 12    |
| 12    | 45 a 49 | 0     |
| 36    | 40 a 44 | 24    |
| 28    | 35 a 39 | 36    |
| 12    | 30 a 34 | 12    |
| 8     | 25 a 29 | 8     |
| 8     | 20 a 24 | 4     |
| 20    | 15 a 19 | 16    |
| 32    | 10 a 14 | 12    |
| 20    | 5 a 9   | 20    |
| 16    | 0 a 4   | 8     |

## Economia
El 2007 la població en edat de treballar era de 305 persones, 242 eren actives i 63 eren inactives. De les 242 persones actives 226 estaven ocupades (122 homes i 104 dones) i 16 estaven aturades (8 homes i 8 dones). De les 63 persones inactives 18 estaven jubilades, 27 estaven estudiant i 18 estaven classificades com a «altres inactius».

### Ingressos
El 2009 a Le Louroux hi havia 186 unitats fiscals que integraven 499 persones, la mediana anual d'ingressos fiscals per persona era de 18.307 €.

### Activitats econòmiques
Dels 11 establiments que hi havia el 2007, 4 eren d'empreses de construcció, 2 d'empreses de comerç i reparació d'automòbils, 2 d'empreses d'hostatgeria i restauració i 3 d'empreses de serveis.
Dels 3 establiments de servei als particulars que hi havia el 2009, 1 era un guixaire pintor i 2 fusteries.
L'únic establiment comercial que hi havia el 2009 era una botiga de menys de 120 m².
L'any 2000 a Le Louroux hi havia 33 explotacions agrícoles que ocupaven un total de 2.225 hectàrees.

## Equipaments sanitaris i escolars
El 2009 hi havia una escola elemental integrada dins d'un grup escolar amb les comunes properes formant una escola dispersa.

## Poblacions més properes
El següent diagrama mostra les poblacions més properes.